# SARTA
Societatea Anonimă Română de Transporturi Aeriene (~ „Rumunská akciová společnost pro leteckou přepravu“), známější pod akronymem SARTA, byly aerolinky existující v meziválečném Rumunsku, které se v roce 1937 sloučily s rumunskými státními aeroliniemi Liniile Aeriene Române Exploatate de Stat (LARES). Společnost vzniklá touto fúzí nesla název Liniile Aeriene Române Exploatate cu Statul (~ „Rumunské aerolinky provozované se státní podporou“), značící spojení soukromého a státního kapitálu, nadále užívala zkratku LARES a označení SARTA se přestalo používat.